# Caupenne-d’Armagnac
Caupenne-d’Armagnac (gaskognisch Caupena d’Armanhac) ist eine französische Gemeinde mit 446 Einwohnern (Stand 1. Januar 2022) im Département Gers in der Region Okzitanien (vor 2016 Midi-Pyrénées). Sie gehört zum Kanton Grand-Bas-Armagnac im Arrondissement Condom.

## Lage
Caupenne-d’Armagnac liegt etwa 20 Kilometer nordöstlich von Aire-sur-l’Adour zwischen den Flüssen Izaute und Midou. Umgeben wird Caupenne-d’Armagnac von den Nachbargemeinden Panjas im Norden, Salles-d’Armagnac im Norden und Nordosten, Sainte-Christie-d’Armagnac im Osten, Nogaro im Südosten und Süden, Arblade-le-Haut im Süden, Magnan im Südwesten sowie Laujuzan im Westen und Nordwesten.

## Bevölkerungsentwicklung
| Jahr                       | 1962 | 1968 | 1975 | 1982 | 1990 | 1999 | 2006 | 2011 | 2020 |
| Einwohner                  | 437  | 404  | 363  | 351  | 357  | 377  | 427  | 425  | 435  |
| Quellen: Cassini und INSEE |      |      |      |      |      |      |      |      |      |

## Sehenswürdigkeiten
- Kirche Saint-Martin aus dem 19. Jahrhundert
- Kirche Saint-Pierre in Espagnet, Monument historique seit 1946

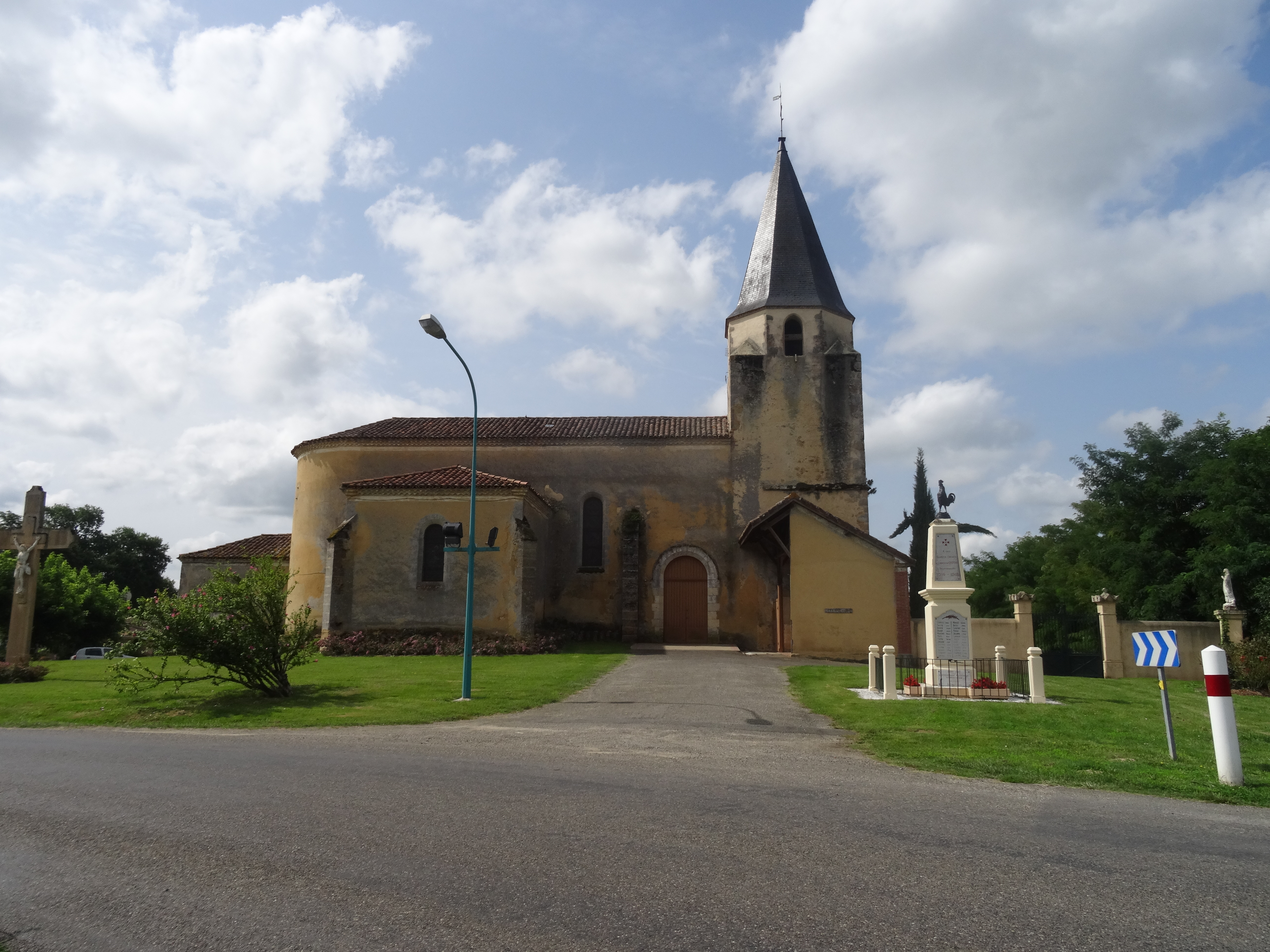
Kirche Saint-Martin
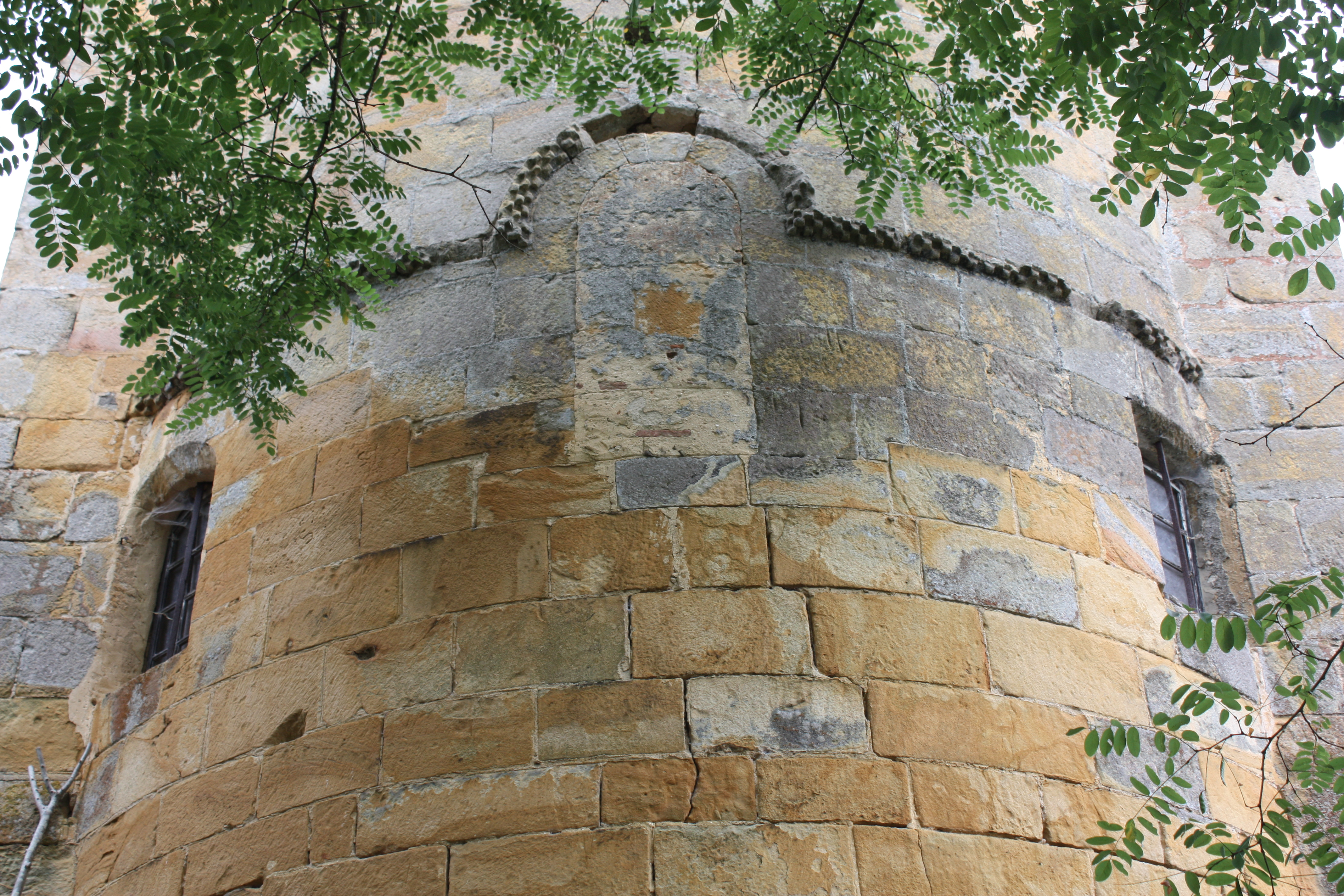
Kirche Saint-Pierre
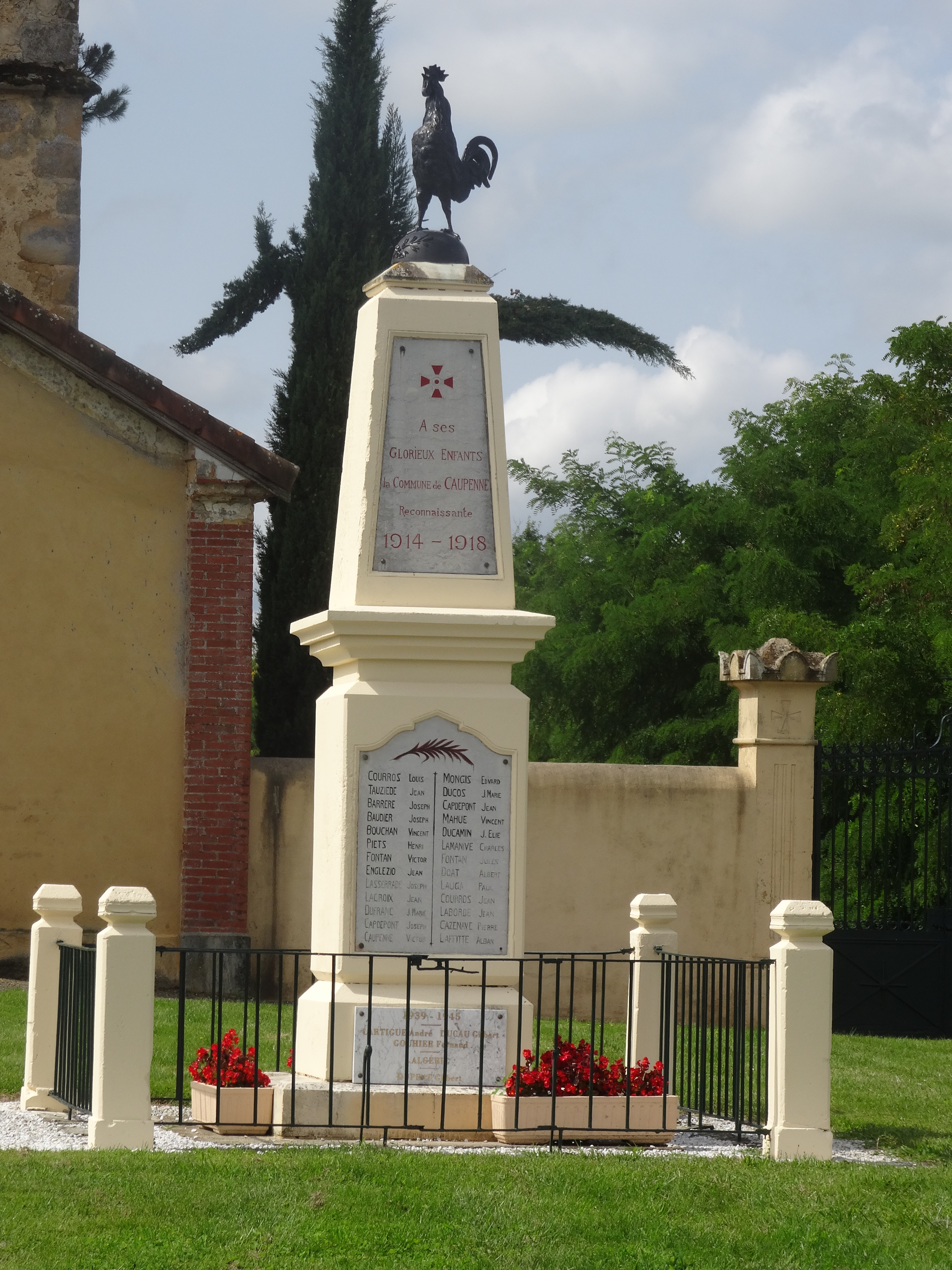
Gefallenendenkmal

## Persönlichkeiten
- Luis Ocaña (1945–1994), Radrennfahrer und Weinbauer